# 甬江小片
甬江小片屬於吳語太湖片，其方言通行于地級寧波市大部份地區以及舟山群島全境，共13县市，人口500万，以寧波話為代表方言。寧波和舟山兩市轄地內，諸口音十分接近，內部一致性很高。

## 使用區域
宁波市區、鄞州、奉化、鎮海、北侖、宁海（岔路及其以南除外）、余姚（东部河姆渡等镇）、慈溪（东部观海卫等镇）、象山、舟山市區（定海）、普陀、岱山、嵊泗。

## 舟山话
舟山话或舟山方言，有时被视作宁波话的变体。